# Farhan Zaidi
Pour les articles homonymes, voir Zaidi.
Farhan Zaidi (né le 11 novembre 1976 à Sudbury, Ontario, Canada) est le directeur-gérant des Dodgers de Los Angeles, un club de la Ligue majeure de baseball.

## Biographie
Farhan Zaidi est né au Canada, a grandi aux Philippines à partir de l'âge de 4 ans et est de descendance pakistanaise. À Manille, il déniche un libraire qui tient une copie annuelle du Baseball Abstract de Bill James, le père de la sabermétrie, et il dit avoir plus tard été grandement inspiré par l'ouvrage Moneyball. Il reçoit en 1998 un baccalauréat universitaire ès sciences du Massachusetts Institute of Technology et un doctorat en économie comportementale de l'université de Californie à Berkeley, complété en 2011,. En décembre 2004, six mois avant la date où il aurait originellement dû être diplômé de Berkeley, il répond à une offre d'emploi chez les Athletics d'Oakland de la Ligue majeure de baseball, l'équipe au cœur de l'ouvrage Moneyball. Zaidi débute en janvier 2005 avec les Athletics son premier emploi dans le baseball professionnel : celui d'analyste de données sabermétriques. 
Promu par les Athletics au poste de directeur des opérations baseball en 2010, il devient assistant du directeur-gérant Billy Beane le 4 février 2014. Son patron, Beane, lui donne le crédit pour avoir convaincu le club d'engager Yoenis Céspedes,, un athlète cubain mis sous contrat par Oakland en février 2012 après que Zaidi eut étudié ses statistiques à Cuba pour tenter de prédire ses performances dans un environnement différent et plus compétitif, celui du baseball majeur. 
Le 6 novembre 2014, Farhan Zaidi est engagé comme directeur-gérant des Dodgers de Los Angeles. Il passe ainsi d'une franchise notoire pour ses modestes revenus à celle, les Dodgers, qui possède en 2015 une masse salariale de 256 millions de dollars US, la plus élevée du baseball majeur. 